# Comuna Sobolivka, Dzerjînsk
Sobolivka (în ucraineană Соболівська сільська рада) este o comună în raionul Dzerjînsk, regiunea Jîtomîr, Ucraina, formată din satele Sobolivka (reședința) și Vîla.

## Demografie
Componența lingvistică a satului Sobolivka
     Ucraineană (99,8%)
     Alte limbi (0,2%)
Conform recensământului din 2001, majoritatea populației satului Sobolivka era vorbitoare de ucraineană (99,8%), existând în minoritate și vorbitori de alte limbi.